# Ablerus inquirenda
Ablerus inquirenda är en stekelart som beskrevs av Filippo Silvestri 1927. Ablerus inquirenda ingår i släktet Ablerus och familjen växtlussteklar. Inga underarter finns listade i Catalogue of Life.